# Clima subartico
Con clima subartico s'intende una classe dei climi boreali caratterizzati da temperature estremamente basse. Nella classificazione di Köppen non rappresentano un unico tipo ma due distinte sottoclassi, Dc e Dd. Si tratta dei climi più freddi dell'emisfero settentrionale, con l'eccezione della Groenlandia. I climi subartici sono caratterizzati dalle grandi foreste di conifere.

## Clima subarticoDc

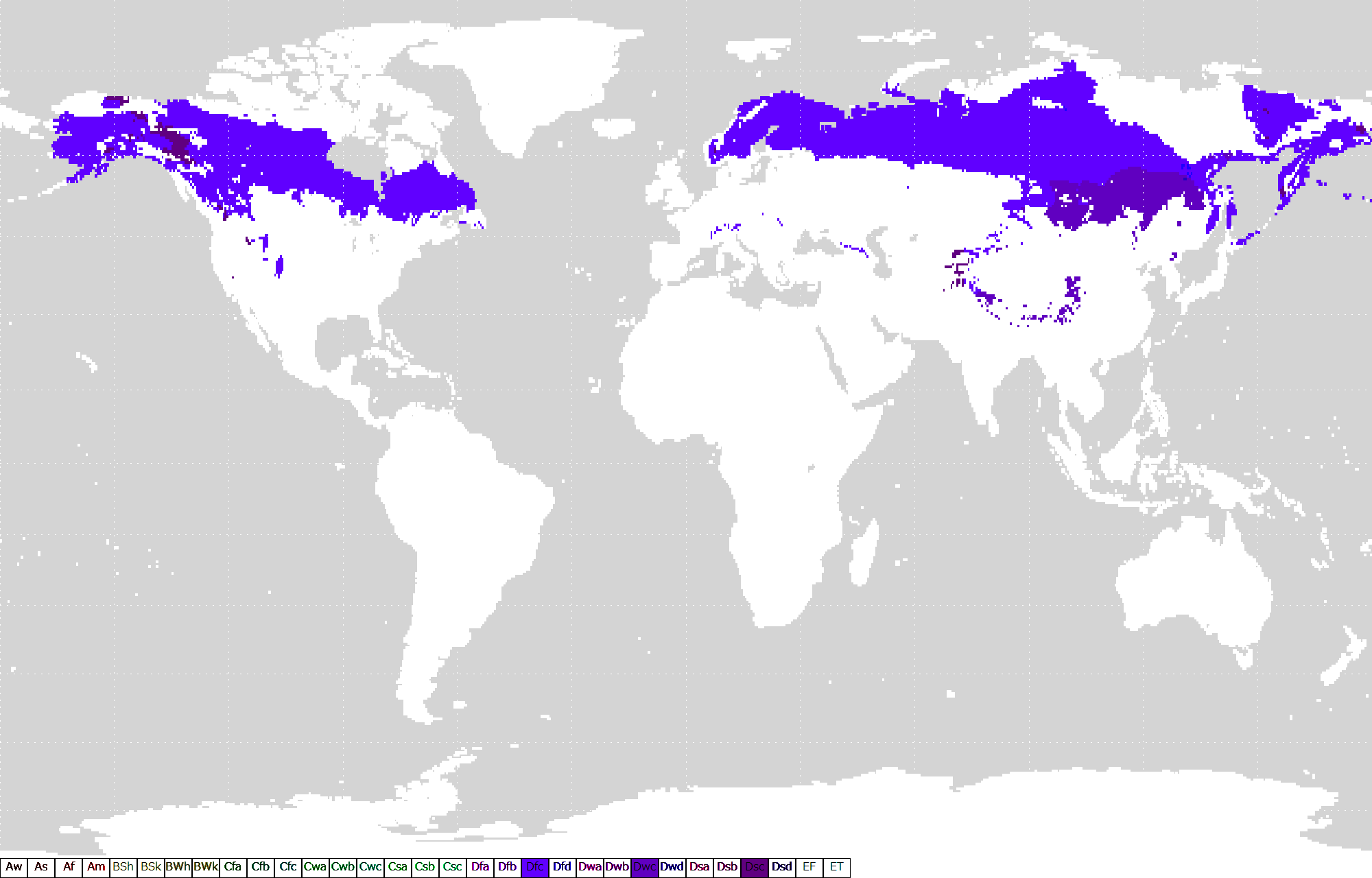
Clima Dc

Il clima subartico Dc comprende in Eurasia la Norvegia non costiera e gran parte della Svezia, della Finlandia e della Russia settentrionale. In America settentrionale hanno questo tipo di clima l'Alaska e una buona parte del Canada.
Condizioni simili si ritrovano ad altitudini medio-alte sulle catene montuose

## Clima subarticoDd

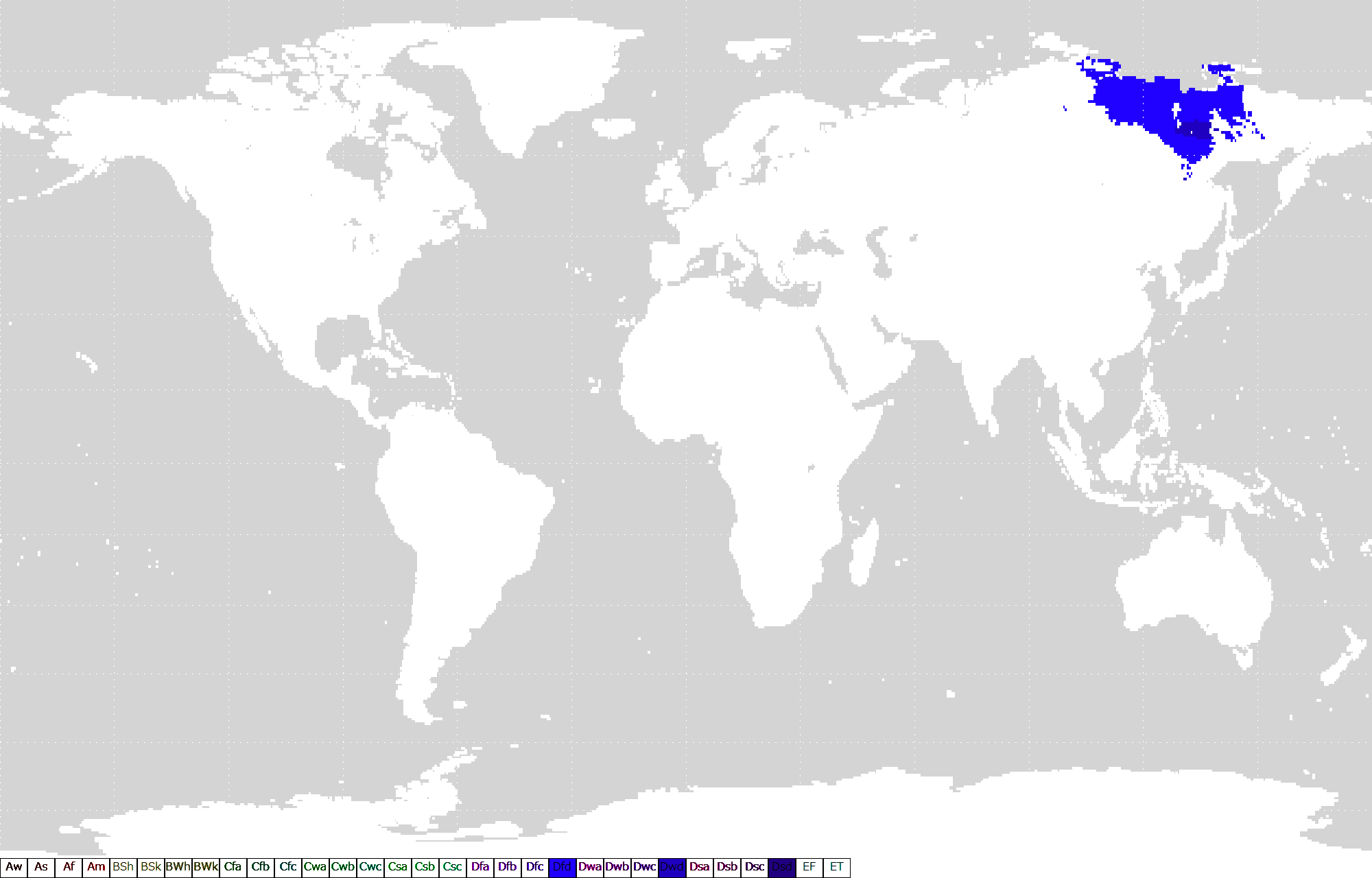
Clima Dd

Il clima subartico Dd comprende le località più fredde del clima transiberiano e altri climi estremamente freddi concentrati tutti nella Siberia orientale. Köppen assegnò la lettera Dd a un clima con una temperatura del mese più freddo inferiore a −38 °C. A Verchojansk si ha una temperatura media del mese di luglio pari a 15,5 °C e una temperatura media del mese di gennaio pari a −50,5 °C, con punte vicine a −70 °C (−69,8 nel 1895) e ci sono 7 mesi su 12 con temperatura media sotto lo zero.